# جورج فيل
جورج فيل (بالإنجليزية: George Fell)‏ هو جراح ومخترِع أمريكي، ولد في 10 يوليو 1849 في تشيباوا في كندا، وتوفي في 29 يوليو 1918 في شيكاغو في الولايات المتحدة.